# ドリフのビバノン音頭
「ドリフのビバノン音頭」（どりふのびばのんおんど）は、ザ・ドリフターズ（以下ドリフ）が代表曲「いい湯だな」をTBS系『8時だョ!全員集合』のエンディングテーマとして上野玲児と松原雅彦の作詞による替え歌、たかしまあきひこの編曲アレンジで歌ったものである。
1973年6月10日に『チョットだけョ!全員集合〜タブー』との両A面でシングルレコード（東芝レコード TP-2875）として発売。
1977年からはフジテレビ系『ドリフ大爆笑』でも本楽曲のアレンジ版「さよならするのはつらいけど」がエンディングテーマに採用されている。

## 解説
『8時だョ!全員集合』では放送の残り時間に合わせて演奏ペースが違ったが、概して元歌よりも演奏ペースが速かった（ただしレコード版には元歌と同じ演奏ペースのバージョンが収録されている）。また、最後の後奏の合唱部分には加藤茶のセリフ（「宿題やれよ!」「夜更かしすんなよ!」「歯磨けよ!」「また来週!」など）が入る。
『ドリフ大爆笑』でも「さよならするのはつらいけど」と改題・編曲アレンジの上、毎回エンディングにドリフのメンバーが唄い踊る映像が流された。当初はコントの衣装のままで披露されたが、途中からバンクとなり、以後1～2年おきに映像が（年によっては曲も）録り直された。ただし1983年に収録されたバージョンは長命で、いかりや長介が死去する直前の2003年に録り直されるまで20年間使用された。
2001年の『第52回NHK紅白歌合戦』にドリフが正式な出場歌手としては最初で最後の紅白出場を果たした際には、「ドリフのほんとにほんとにご苦労さんスペシャル」というメドレーの中で本楽曲が歌唱された。
1991年に嘉門タツオが「替え唄メドレー2」に本楽曲の替え歌を収録しているが、同年に発生した明治大学替え玉受験事件を反映した箇所もあり、とても受験生には聞かせられない内容となっている。
1997年にドリフのメンバーが出演した日本石油（後の新日本石油）「日石プリカコレカード」CMソングとして、ドリフ自身による替え歌が使用され、2000年11月16日発売のアルバム『ドリフだョ!全員集合（青盤）』に「日石コレカードCM曲」のタイトルで収録された。
2007年には岡田准一出演の江崎グリコ「ポスカム」のCM「ささやき篇」で、本楽曲をモチーフにしたものが放送された。2012年には味の素「クノールカップスープ」のCM「つけパン篇」でも、本楽曲をモチーフにした替え歌が放送された。
2013年のAAAイベント『昭和八十八年度! 第二回ひとり紅白歌合戦』ではサザンオールスターズによってカバーされた。
なお、レコード版では間奏部分にドリフによるミニコントが入っている。

## その他
『いい湯だな』のオリジナルであるデューク・エイセスが2010年12月31日、テレビ東京『にっぽんの歌』でデューク・エイセスと加藤茶が共演し、『いい湯だな』オリジナルの後に『ドリフのビバノン音頭』を一緒に歌った。